# Horodło (plaats)
Horodło is een dorp in het Poolse woiwodschap Lublin, in het district Hrubieszowski. De plaats maakt deel uit van de gemeente Horodło en telt 1200 inwoners.

## Verkeer en vervoer

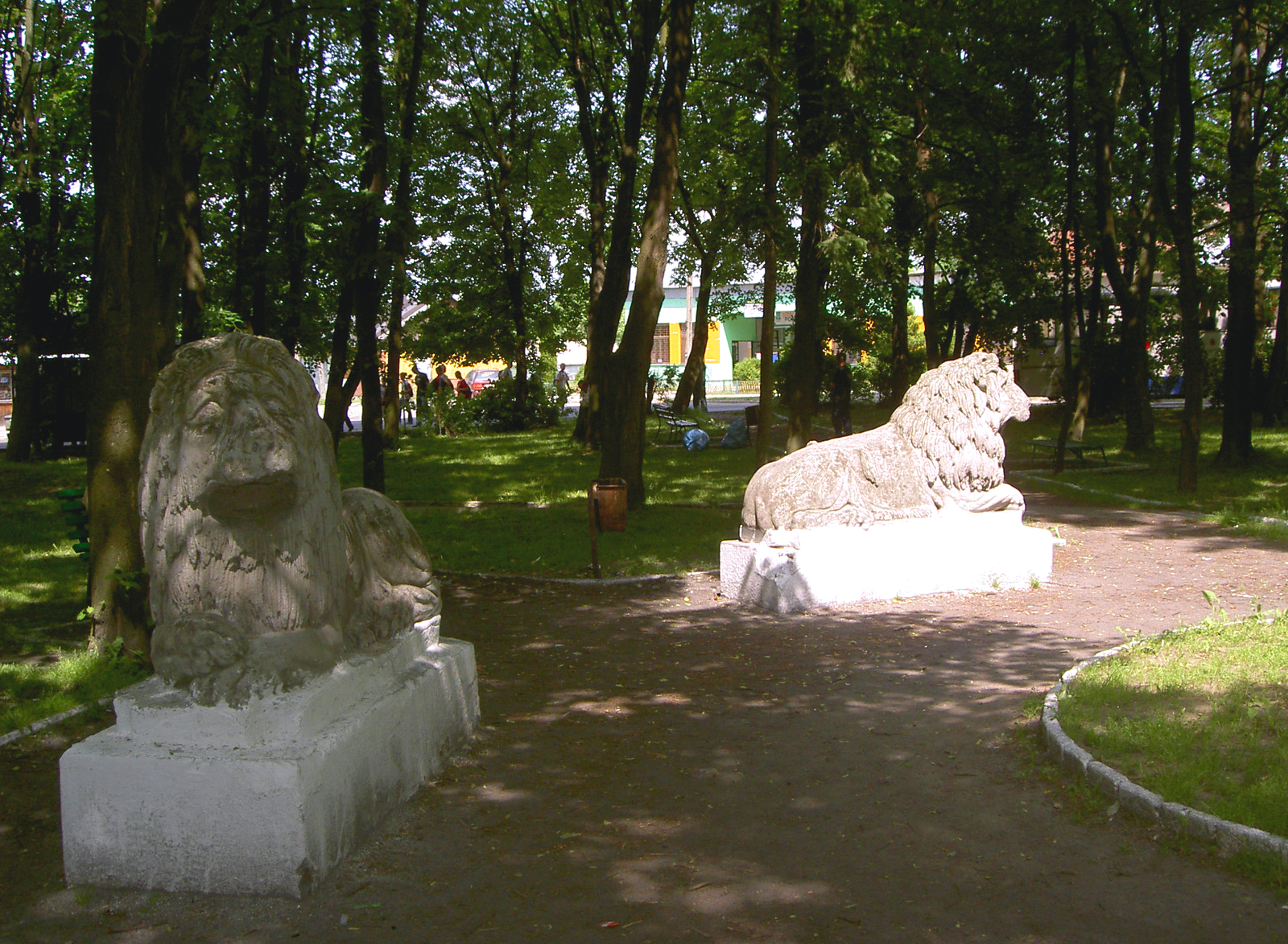
Lwy na horodelskim rynku

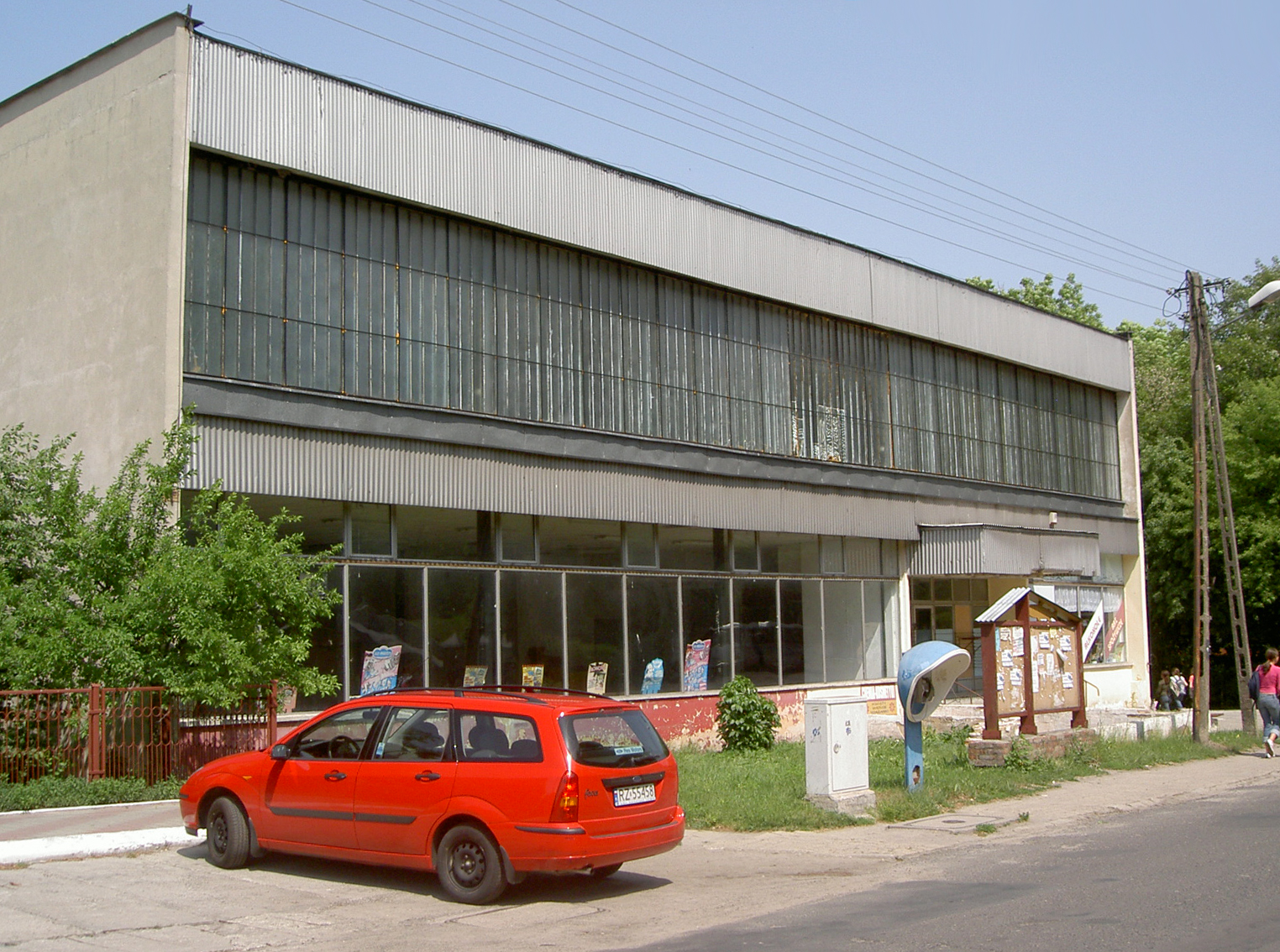
Stary pawilon handlowy w centrum

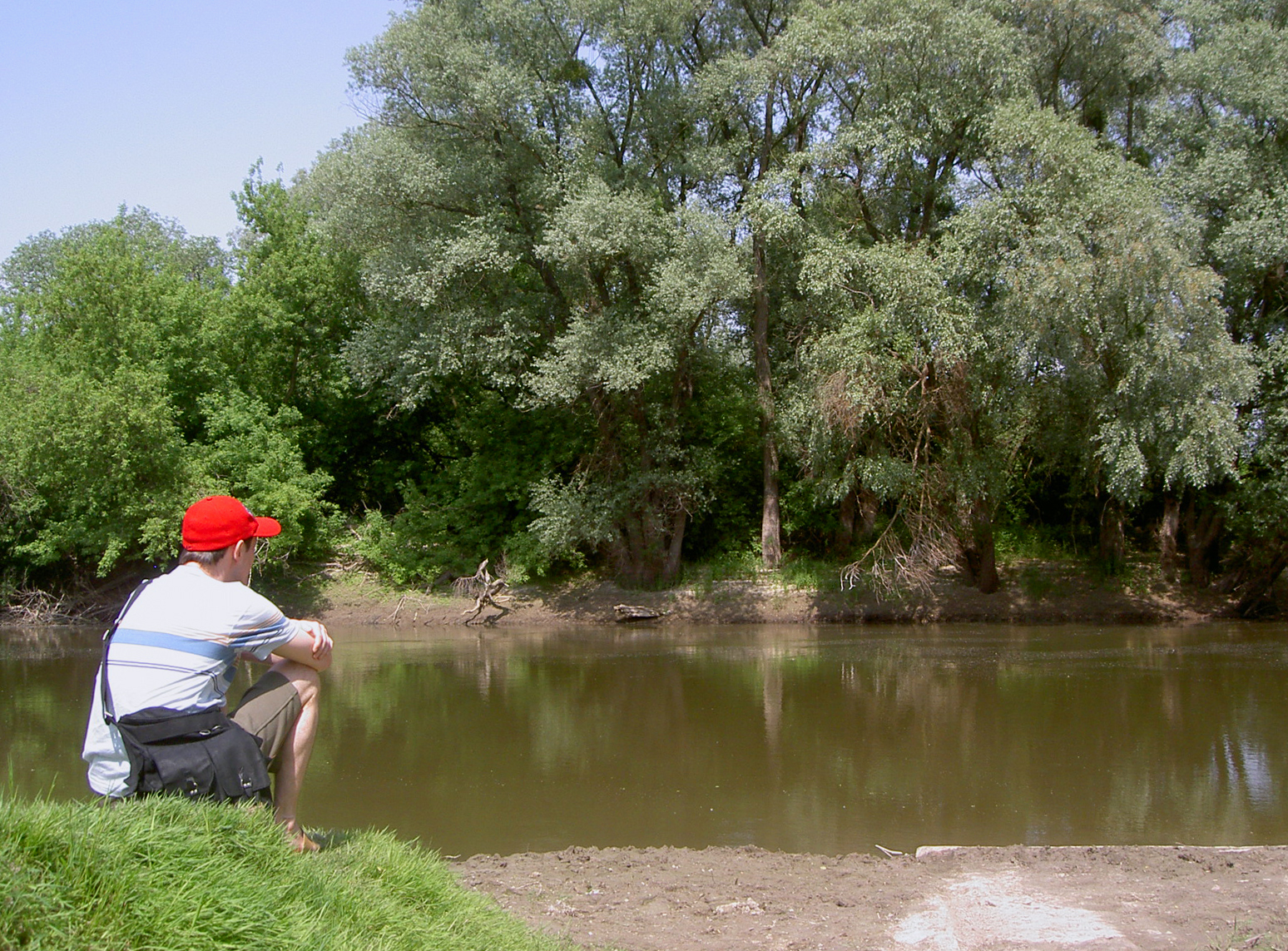
Nad Bugiem w Horodle - naprzeciw Ukraina

- Station Horodło